# Kudus

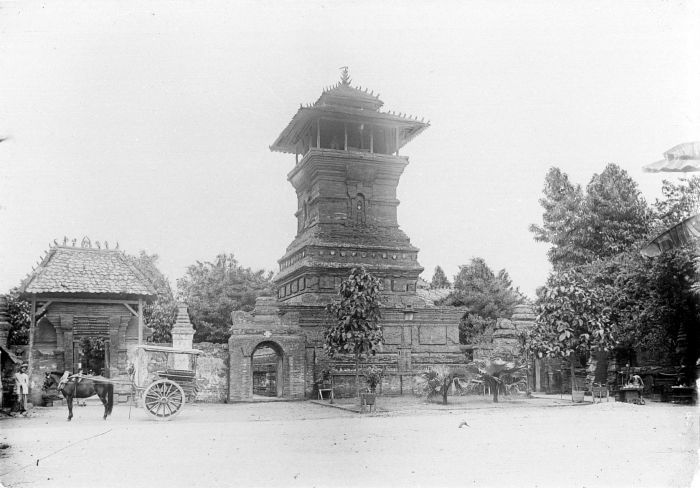
Le minaret de la Grande Mosquée de Kudus vers 1915

Kudus est la seule ville d'Indonésie à porter un nom arabe. Ce nom vient en effet de l'arabe Al Qods, « la sainte », qui est celui de Jérusalem.
Kudus se trouve sur la côte nord de Java central. La signification du nom "Kudus" est "silence".
La ville a été un important centre de diffusion de l'islam en Indonésie au XVIe siècle. Non loin de Kudus se trouve la tombe de Kiyayi Telingsing, c'est-à-dire The Ling Sing. Selon la tradition, ce kyai (maître religieux en javanais) était un menuisier chinois. « Contemporain et fidèle compagnon du Sunan de Kudus, il l'aurait aidé à diffuser l'islam dans la région, et aurait introduit lui-même le travail du bois » .
Kudus est également le chef-lieu du kabupaten homonyme.

## Histoire

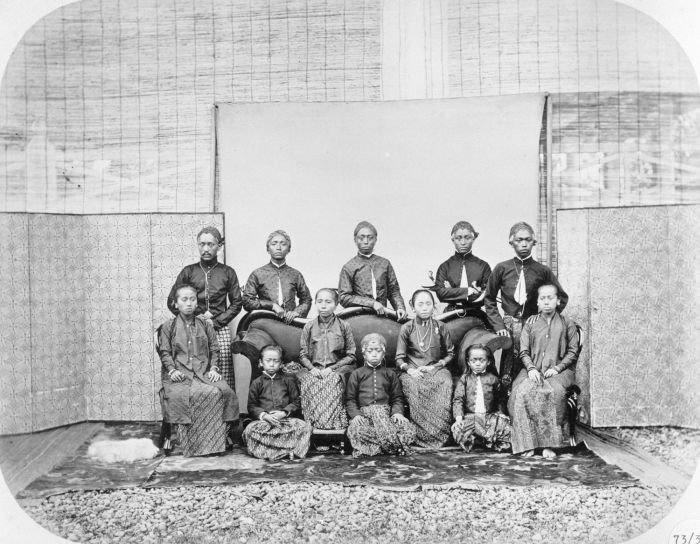
Le regent Tjondronegoro et sa famille (vers 1870)

## Culture
Pour les Indonésiens d'aujourd'hui, Kudus est la ville de la kretek, cette cigarette au clou de girofle caractéristique du pays.
Kudus est également connue en Indonésie pour le minaret de sa mosquée, ancienne tour de guet à l'architecture hindouiste semblable à celles qu'on trouve toujours à Bali.
Enfin, Kudus est connue pour ses spécialités culinaires, dont le soto Kudus, une soupe à base de poulet et de germes de soja.

## Mouvement anti-nucléaire
Le 12 juin 2007, environ 5 000 personnes se sont rassemblées pacifiquement pour protester contre le plan de Jakarta de construire 4 réacteurs nucléaires dans la région. Le mouvement comprenait des résidents locaux, militants, artistes, étudiants et fonctionnaires, membres du parlement, commandants militaires ainsi que des chefs de police. Ce mouvement fait partie d'une série de nouvelles interventions de tous les bords de la société indonésienne contre l'utilisation de la technologie nucléaire pour la production d'énergie.